# イギリス東インド会社

イギリス領インド
（東インド会社統治時代）
Company rule in India (英語)

イギリス領インドの地図

イギリス東インド会社（イギリスひがしインドがいしゃ、英: East India Company（EIC））はアジア貿易を目的に設立されたイギリスの勅許会社である。アジア貿易の独占権を認められ、イングランド銀行及びインドの商業資本から貸付を受けながら17世紀から19世紀半ばにかけてアジア各地の植民地経営や交易に従事した。
香辛料貿易を主業務としたが次第にインドに行政組織を構築し、徴税や通貨発行を行い法律を作成して施行し、軍隊を保有して反乱鎮圧や他国との戦争を行うインドの植民地統治機関へと変貌していった。セポイの乱後、インドの統治権をイギリス王室に譲渡、1858年に解散した。

## 概説
厳密には「イギリス東インド会社」は単一の組織ではなく、ロンドン東インド会社（旧会社）、イングランド東インド会社（新会社）、合同東インド会社（合同会社）という三つの会社の総称である。
初期には東インド（インドネシア）の香辛料貿易をめざしてジャワ島のバンテンやインドのスーラトに拠点を置き、マレー半島のパタニ王国やタイのアユタヤ、日本の平戸、台湾の安平にも商館を設けた。アジアの海域の覇権をめぐるスペイン、オランダ、イギリス3国の争いの中で、アンボイナ事件後、活動の重心を東南アジアからインドに移した。
インドにおける会社の大拠点はベンガルのカルカッタ、東海岸のマドラス、西海岸のボンベイである。フランス東インド会社と抗争し、1757年にプラッシーの戦いで、同社の軍隊がフランス東インド会社軍を撃破し、インドの覇権を確立した。以後単なる商事会社のみならず、インド全域における行政機構、軍隊としての性格をも帯びるようになった。その軍事力として多くの傭兵が活躍した。
ナポレオン戦争後は再び東南アジアに進出して海峡植民地を設立、ビルマとも戦った。18世紀以降、中国の広東貿易にも参入してアヘン戦争を引き起こし、香港を獲得した。しかし、同社による統治の失敗からインド大反乱を引き起こし、会社軍は反乱をようやく鎮圧したものの、インドの行政権をヴィクトリア女王に譲渡し、1874年に解散した。

## 歴史

### 特権会社のはじまり

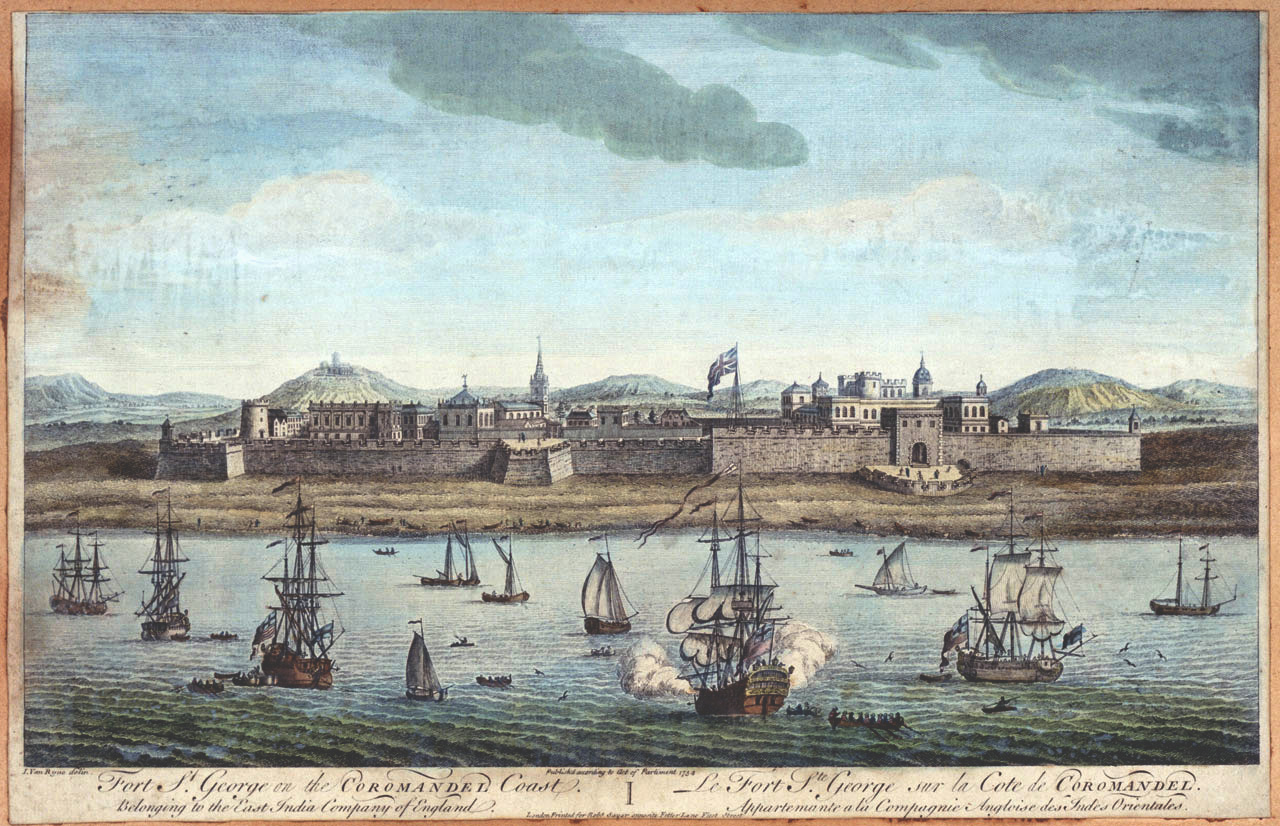
チェンナイのセント・ジョージ要塞

1577年から1580年にかけてのフランシス・ドレークの世界周航を皮切りに、イギリス（イングランド王国）は、世界の海への進出を開始していた。しかし、当時のイギリスの航海の性格は、略奪、探検、冒険の色が濃かった。また、すでに、レヴァント会社という会社組織が結成されており、地中海やモスクワ経由で地中海東岸地域との貿易を専門とする商社がイギリスにおけるアジアとの貿易を独占していた。ところが、1595年にオランダがジャワ島バンテンへ4隻から構成される船団を派遣し、これが成功するとヨーロッパ中に衝撃を与えた。
レヴァント会社はオランダが直接、アジアから東方の物産を大量に仕入れることができたことを目の当たりにしたことで、自らの占有事業が崩れることを危惧した。とはいえ、当時の航海技術と蓄積資本では非常にリスクが高いものであった。そこで、レヴァント会社の人間が中心となり、航海ごとに資金を出資する形で東インド会社が設立されることとなった。貿易商人の組合に近い性格を持っていたレヴァント会社、モスクワ会社などといったそれまでの制規会社とは異なり、東インド会社は自前の従業員を持つジョイント・ストック・カンパニー（合本会社）として設立された。さらに、エリザベス1世にアジアの貿易に関して、独占を許可する要請を行った。

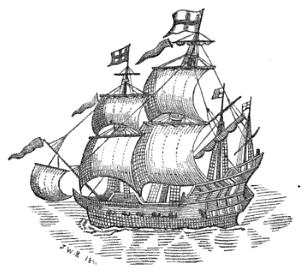
レッド・ドラゴン号（1602年作）

1601年、東インド会社は東インド諸島への初めてとなる航海を企てた。船長はジェームズ・ランカスター、旗艦はレッド・ドラゴン号である。船団はイギリスを出発後、南下して喜望峰を周りインド洋の知られざる島々を巡っていった。そして、スマトラ島のアチェ王国やジャワ島のバンテン王国にたどり着いて香辛料を手に入れた。この航海の顛末は著者不明の旅行記『東インドへの航海』に詳述されている。
その後、イギリス東インド会社は、オランダ東インド会社と東南アジアにおける貿易をめぐって、衝突を繰り返すこととなった。1602年にはジャワ島のバンテンに、1613年には、日本の平戸に商館を設置した。
1610年代から20年代にかけてのイギリス、オランダ、スペインの競合において、オランダは、1612年にスペインとの間で休戦協定を締結する事により、イギリスとの対立を鮮明にした。しかし、オランダは、イギリスと対立するゆとりが無い事を悟り、1619年には、オランダ東インド会社に対して、イギリス東インド会社との融和を命じると同時に、1619年にはイギリス、オランダ両国の間で休戦協定が締結された。

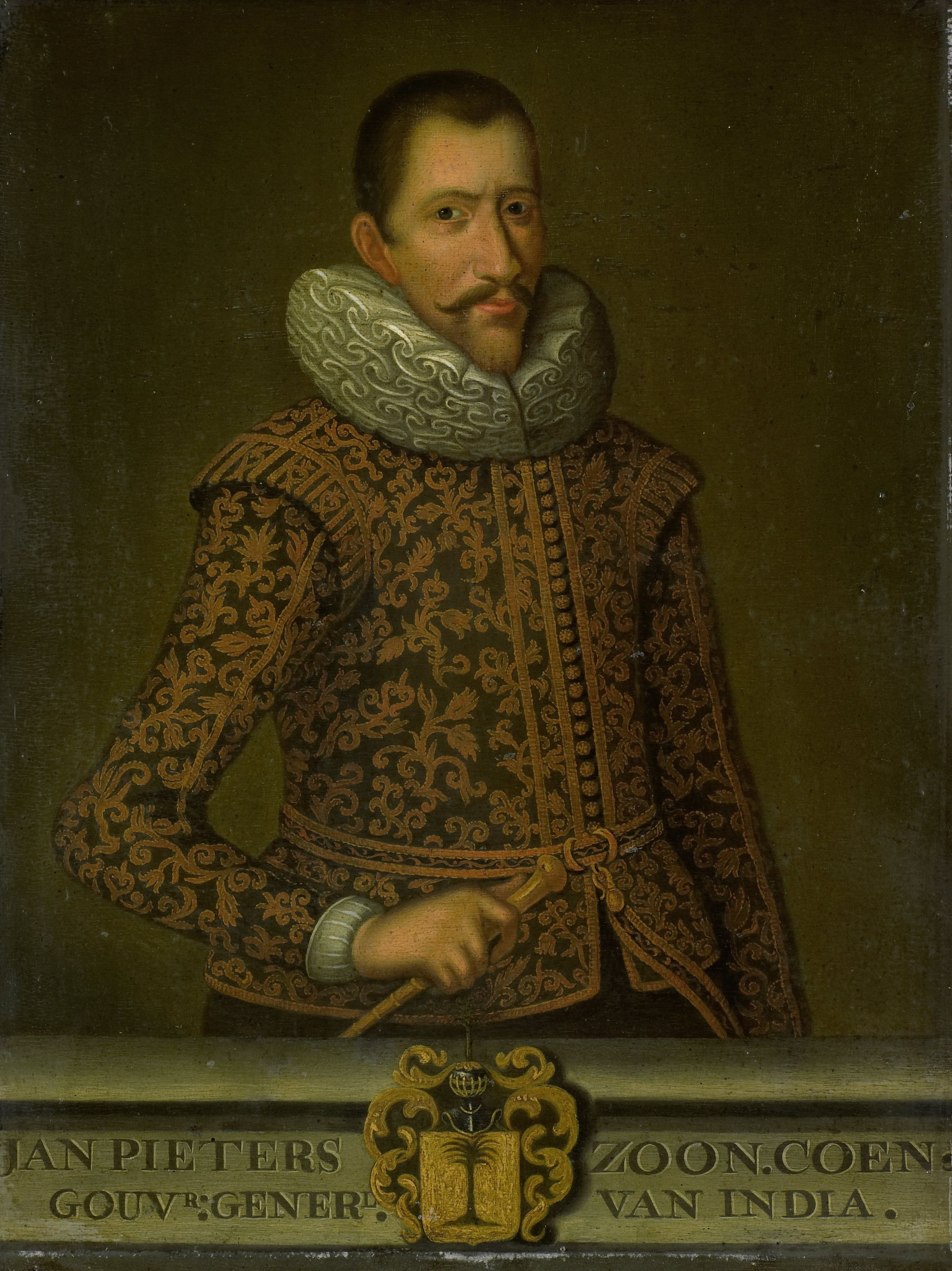
ヤン・ピーテルスゾーン・クーン：オランダ本国の意向を無視し、イギリス人を虐殺した。

とはいえ、1623年のアンボイナ事件をはさんだ時期において、平戸の商館を閉鎖するなど、アンボイナ事件以前より、イギリスは東アジア・東南アジアにおける活動を縮小しており、イギリス東インド会社の主な活動拠点は、インド亜大陸とイラン（サファヴィー朝）へ移っていった。今日、アンボイナ事件の歴史的意義を見直す動きもあり、アンボイナ事件を契機に東南アジアにおける活動の撤退をしたとされる学説を否定する主張もある。それによると、あくまで、アンボイナ事件の意義とは、イギリス、オランダ両国において、封印されるべき記憶として刻印されたものの、事件の原因は当時のオランダ東インド会社総督ヤン・ピーテルスゾーン・クーン（en:Jan Pieterszoon Coen）が個人的にイングランド人を毛嫌いにしており、本国政府の意向を無視したからに他ならないとの事である。
1639年には、マドラスの領主に招聘される形で、要塞の建設が開始された。また、サファヴィー朝のシャー・アッバース1世にも使節を派遣し、その結果、当時、ポルトガルの活動拠点であったホルムズ島はサファヴィー朝の支配下に入った。ホルムズ島の対岸に港市機能を持たせたバンダレ・アッバースが建設された。
当時のイギリス東インド会社の弱点は、航海ごとに出資者を募り、その売り上げ全てを出資者に返却する方式にあった。この方式では継続的に商業活動を営むオランダ東インド会社との対抗が時代を経るごとに困難になってきた。1657年、オリヴァー・クロムウェルによって、会社組織の改組が実施された。これにより、利潤のみを株主に分配する方式へ改めると同時に株主は会社経営に参画できる総会方式が採用されることとなった。

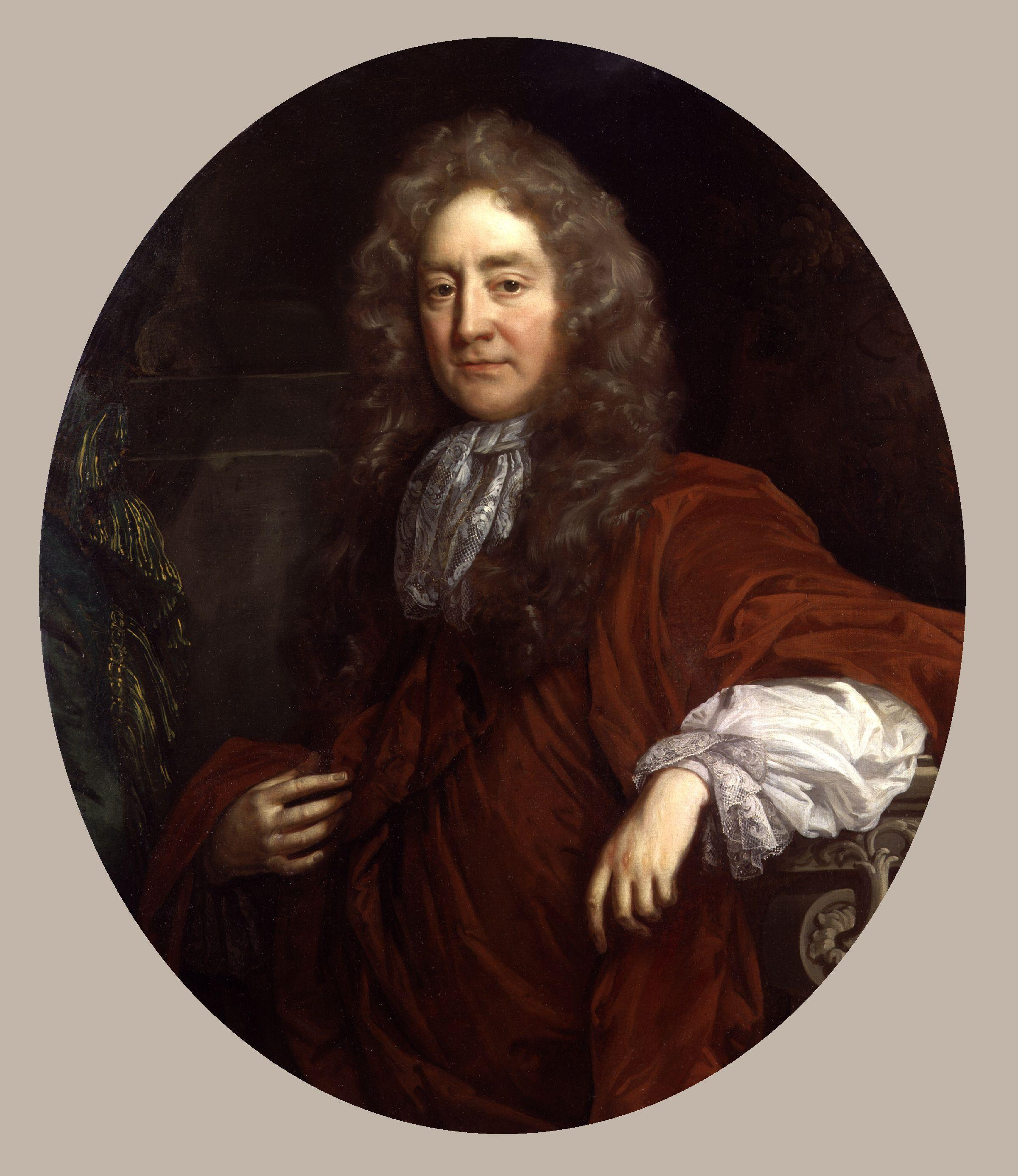
ジョサイア・チャイルド

1670年代から1680年代にかけて、イギリス経済は空前の好景気が訪れた。1671年から1681年にかけて支払われた配当金は、利回りで合計240%になり、1691年までの10年間での配当利回りは合計で450%となった。背景には、イギリス国内における「キャラコ熱」と呼ばれるほどの綿製品に対する需要があった。東インド会社の株式は投機の対象となり、インサイダー取引が横行する状況であった。その中で登場したのが、ジョサイア・チャイルド（en:Josiah Child）である。東インド会社総裁に就任したチャイルドはインサイダー取引によって巨万の富を得たとされる。チャイルドは王室とも癒着関係を持っていた。
しかし、名誉革命により、ジェームズ2世が失脚すると、新しく国王となったウィリアム3世の命により、1698年9月には、「東インドと貿易をする英国のカンパニー」が設立され、旧会社に付与されていた特権は、3年後に失効する形となった。その後、旧東インド会社の経営状況が改善され、1709年、新旧両会社は合併された。

### マドラス以後の商館建設

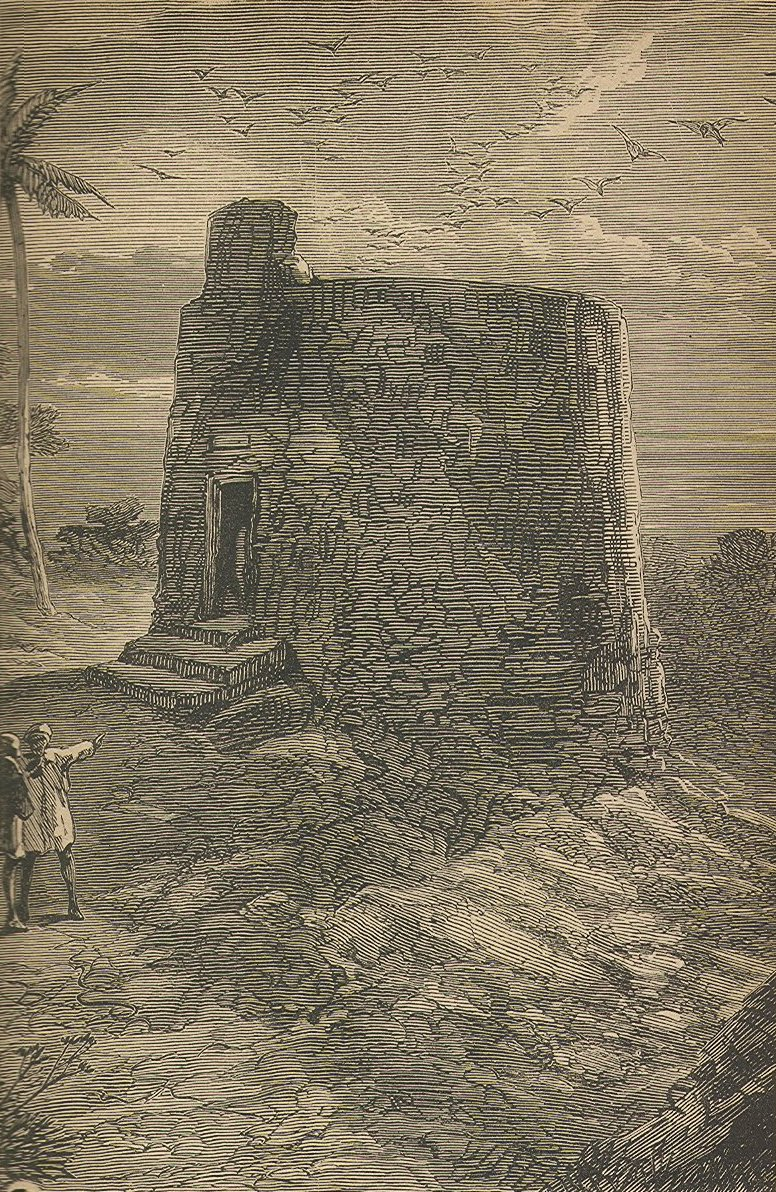
ボンベイに建設された沈黙の塔

インド南東部・コロマンデル海岸にマドラスという拠点を獲得したイギリスであるが、それ以外の地域でも商館の建設に随時成功していった。1661年には、チャールズ2世とポルトガル王女キャサリン・オブ・ブラガンザが結婚した。この時の持参金の一部がボンベイである。インド北西部での活動拠点をスーラトからボンベイへ移した際に、パールシーの商人や職人が移住した。ボンベイでゾロアスター教徒が活躍したことは、沈黙の塔（en:Towers of Silence）が建設されたことでも分かる。ボンベイの人口は、1671年には10万人に到達した。
ボンベイについで獲得した主要な拠点がカルカッタである。1702年に、ウィリアム砦の建設を開始していたが、1717年、イギリス東インド会社は、ムガル帝国第9代皇帝ファッルフシヤルから、ベンガル地方における輸出関税の免除という特権を獲得した。ベンガル地方は、当時のイギリスが求めていた産物の集散地であった。このことから、イギリス東インド会社の輸出の重心はカルカッタへと移動する。1750年には、イギリス東インド会社全体の75%がベンガル地方で占めるようになった。
とはいえ、17世紀のイギリス東インド会社の進出はあくまで、インドで産出される物産を独占することが目的となっていたため、必ずしも領土的野心を持って進出したわけではないことは明確にしておかなければならない。また、フランス東インド会社が1664年に、コルベールの肝いりで設立されるとインドにおける貿易は、イギリス、フランス、オランダ、さらには、デンマークやスウェーデンといった北欧諸国との競争が激化することとなった。

### 17世紀での貿易構造
イギリスはオランダとの抗争に敗れたため、香辛料という当時のヨーロッパで最も珍重されていた商品を失うこととなった。さらに、インドではイギリスで生産される毛織物製品に対しての関心を示さなかったことから、銀をイギリス国内から持ち出さざるをえなかった。また、インドで産出される綿織物を購入するために、バンダレ・アッバースの存在は必要不可欠であった。イランには砂糖、胡椒、香辛料を輸出し、その代金で金、銀、銅といった金属を手に入れることができた。イギリスは香辛料に変わり、藍や硝石、紅茶、綿織物製品をヨーロッパに輸出した。輸出額は1670年には、36万ポンドだったものが、1740年には、200万ポンドに到達していた。加えて、ヨーロッパにおけるインド製品の需要によって、当時のインド商人や手織り業者に多くの富がもたらされることとなった。
また、インドとイランへのイギリス東インド会社の進出には、現地からの招聘、協力が必要不可欠だったことである。バンダレ・アッバースにおいて徴収される関税の50%を取得できる権利はアッバース1世が存命の間は享受することができたが、1629年にアッバース1世が死亡するとバンダレ・アッバースの港湾長官は、その金額の引き下げを講じるようになった。最終的には毎年1,000トマン（イランの通貨単位）を獲得するという条件を引き出すことに成功した。このことは、1720年代に、イランの内陸部が混乱状態に陥り、バンダレ・アッバースでの貿易量が減った際でも、イギリスは獲得することができた。この金額はバンダレ・アッバースにおける商館の収入の33-41%に達した。

### 会社組織の変質

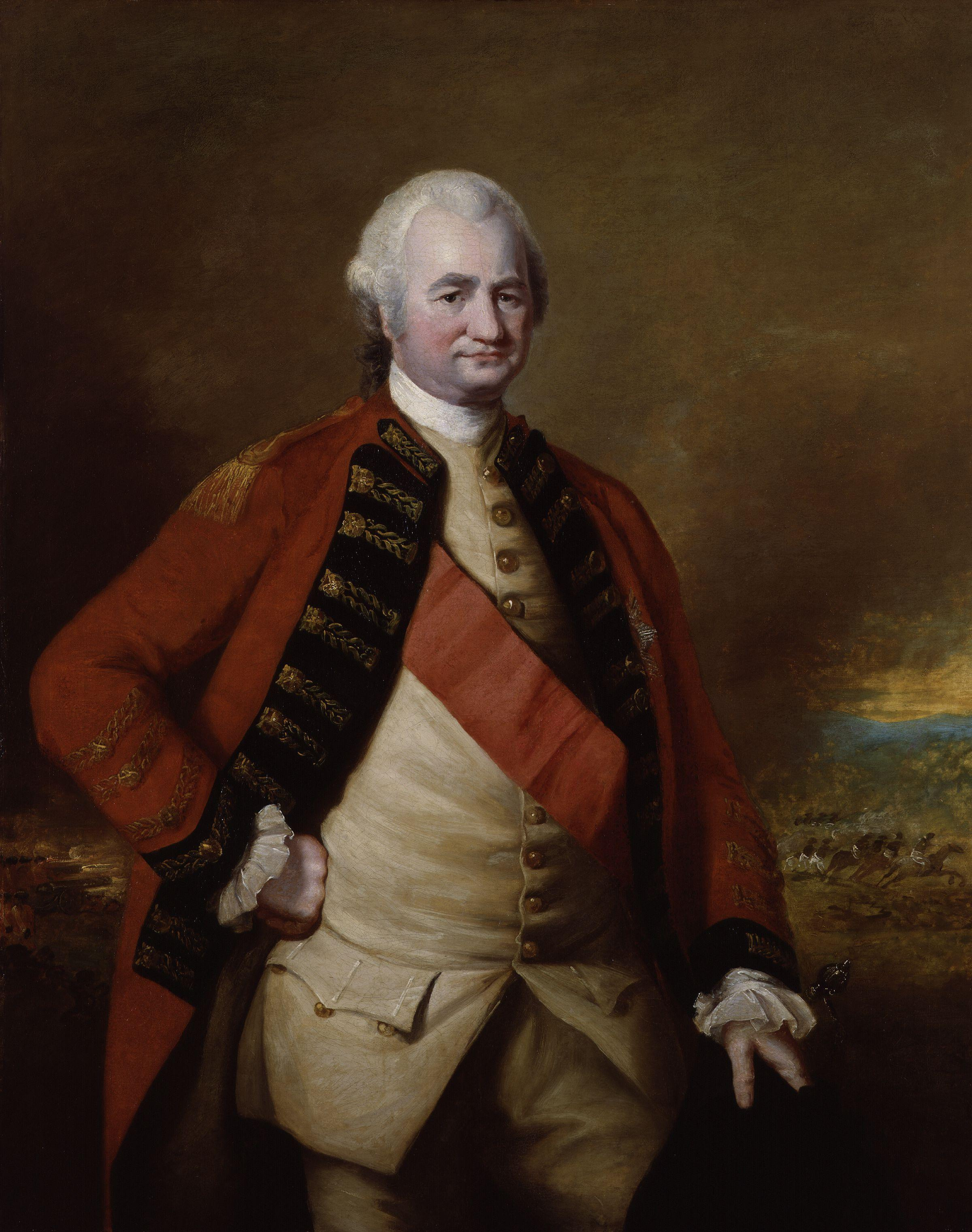
ロバート・クライヴ

18世紀前半のインド亜大陸の情勢を要約すると以下のような状況となる。
1. ムガル帝国の衰退が顕著となった。全盛期を築いた皇帝アウラングゼーブの死去以降、帝国には経済力を貯えた地方長官、ザミーンダールの台頭に対する有効な手立てがなかった。1724年には、ハイダラーバードを中心にニザーム王国が形成され、続く形でベンガル、アワドなど各地で地方王朝が樹立された。
2. フランス東インド会社の台頭が目立つようになった。大幅な増資を行い、現在の株式会社に近い運営が行われた。また、強化された資金によって艤装された商船が増えた。1740年、カルナータカ太守の領土がマラーター軍に攻撃され、太守ドースト・アリー・ハーンが死亡した[11]。フランスは太守の息子サフダル・アリー・ハーン以下、家族をポンディシェリーの要塞に避難させた。その後、フランスはポンディシェリー近郊の村を委譲され、この地域の支配者となった。このことは、フランスが今後のインド亜大陸における政争に関与せざるを得ないという状況に追い込まれることとなった[12]。

1707年から1801年までの社旗。カントン(左上部分)は母国旗の変遷に従って変遷し、当初イングランド王国旗、次いでグレートブリテン王国旗を経て最終的に現行と同じユニオンジャックとなる

このような状況の中で、ヨーロッパでは、オーストリア継承戦争が勃発することとなった。フランス東インド会社、イギリス東インド会社ともに、軍事的に強化されていた。インド亜大陸でも、三度にわたって、それぞれの会社の軍が衝突することとなった（カーナティック戦争）。
ジョゼフ・フランソワ・デュプレクスの活躍により、戦争の初期段階では、フランスがイギリスを圧倒する。しかし、フランス政府は、フランス東インド会社をあくまでも「商事会社」と認識していたことにより、デュプレクスの召還に踏み切った。
デュプレクスの召還は、イギリスに優位に働いた。当時のベンガル太守シラージュ・ウッダウラはイギリス、フランス、オランダの活動を快く思っておらず、イギリスに対してはカルカッタの要塞への攻撃を行い、フランス、オランダに対しては上納金の引き上げを要求した。これに対抗するため、マドラスに就任したばかりのロバート・クライヴがベンガル地方に赴き、1757年6月23日、プラッシーの戦いで太守軍を撃破した。プラッシーの戦いを境に、イギリス東インド会社の性格は大きく変化した。
プラッシーの戦いにより、シラージュ・ウッダウラが殺害され、軍総司令官のミール・ジャアファルが太守の地位に就任した。ミール・ジャアファルとクライヴの間では、密約が成立しており、ミール・ジャアファルの裏切りがシラージュ・ウッダウラの敗北を決定付けた。その結果、イギリス東インド会社はベンガルにおける覇権を確立していく。イギリス東インド会社は、ミール・ジャアファルを援助していく過程で、ベンガルの内政への干渉を進めていった。
1765年、イギリスはブクサールの戦いの講和条約アラーハーバード条約で、イギリス東インド会社は皇帝シャー・アーラム2世からベンガル、オリッサ、ビハールのディーワーニー（州財務長官の職務・権限）を授けられ、財務長官に就任することとなった。イギリスは太守の職を得たわけではなかったが、この3州の収租権を得たということはこの三州における「太守」になり、領有権を得たも同然であった。また、これ以降皇帝とベンガル太守はイギリスからの年金生活者となったが、皇帝の方はのちに折り合いが悪くなり、イギリスのもとを離れてデリーへと戻った。
イギリス東インド会社はベンガル、ビハール、オリッサという広大な地域をベンガル管区に組み入れることに成功した。クライヴの快挙によって、競争相手であったオランダ、フランスよりも有利となったが、この時よりイギリス東インド会社は組織の変質を余儀なくされていった。イギリスは事実上の太守になったことで豊かな税収を得るはずだったが、その数年後には、全く逆の状況に追い込まれていった。その理由は以下の通りである。
1. 配当金の引き上げ。従来の配当率は7から8%程度であったものが、ベンガルほか2州獲得によりイギリス東インド会社株は本国での投機の対象となった。その結果、1771年には、12.5%まで引き上げられた。
2. 東インド会社の主力商品である茶の売り上げがアメリカ植民地で全く振るわなくなった。大量に購入した茶は不良在庫品となった。
3. 商事会社の運営に長けていた東インド会社の社員も、徴税業務、すなわち当時のベンガル管区の人口2000万人を統治することに関しては従来の会社運営のシステムでは限界があった。
4. 南インドにおけるマイソール王国、北インド及びデカン地方におけるマラーター王国をはじめとする勢力との敵対関係が継続していた。そのための軍事費も会社側の負担であった。
5. さらに、1770年には、人口の25%が餓死するベンガル大飢饉（en:Bengal famine of 1770）が発生した。このことにより東インド会社の徴税活動は困難となった。

これらの複合的な要因が重なり、イギリス東インド会社は、財政危機に直面することとなった。

### ヘースティングズ以降の改革

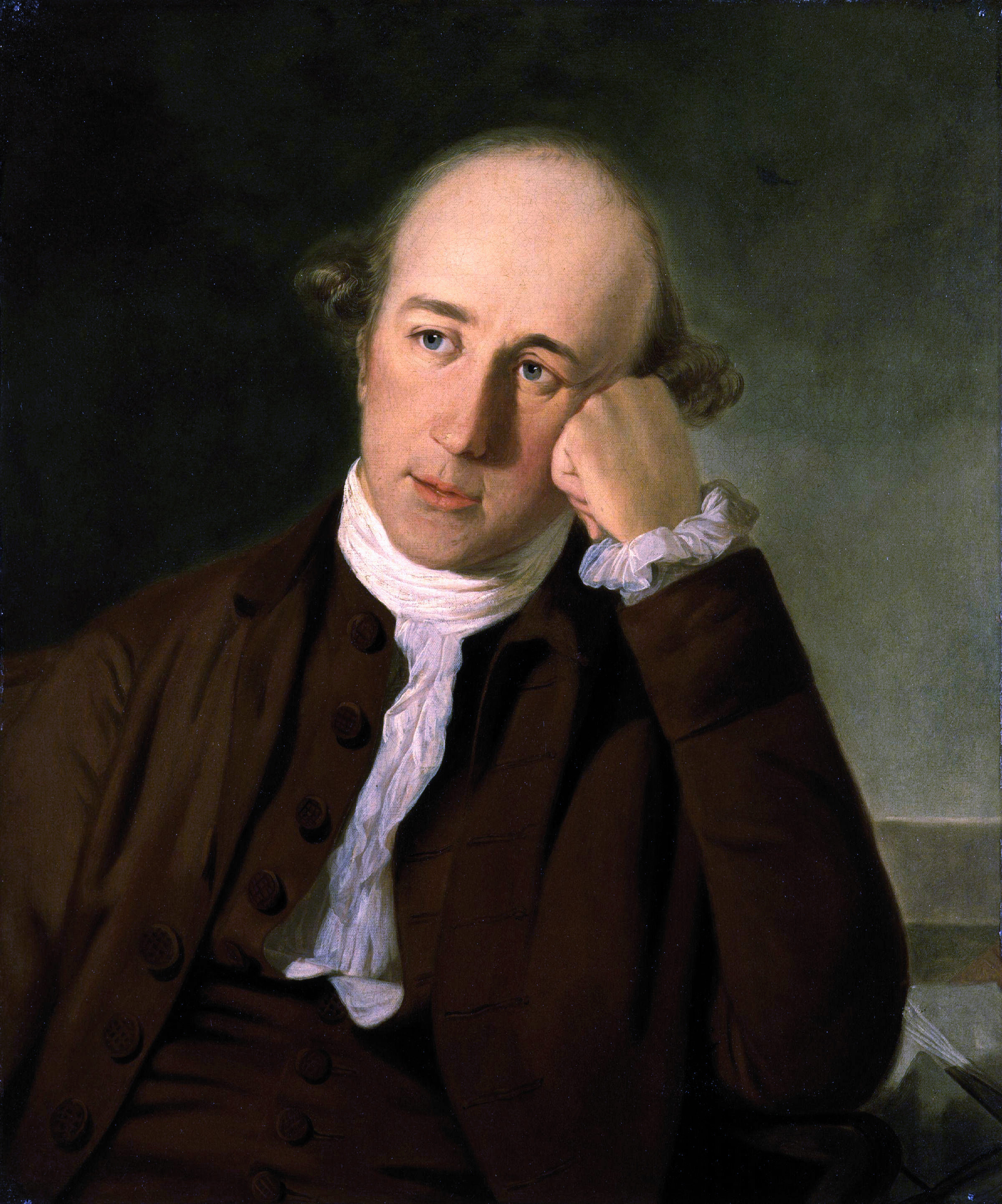
ウォーレン・ヘースティングズ

1772年、ウォーレン・ヘースティングズが東インド会社の取締役会の決定に基づき、初代ベンガル総督に就任した。この時期の東インド会社の社員のほとんどは、貿易以外については無知であり、沿岸地帯の自らの居住地域以外に、外から出かけることもなかった。加えて、現地職員が私腹を肥やすための密貿易をやめなかった。このような状況下で、イギリス政府は、ヘースティングスを総督に就任させ、東インド会社はイギリス政府の管理下におかれ、行政業務を義務付けた。1783年には、閣僚の1人を責任者とする監督局が設置された。
ヘースティングズは就任と同時に、インド人の代理ディーワーン（ナーイブ・ディーワーン）に任されていた3州のディーワーニーを直接行使することにした。また、徴税のみならず行政や司法も同様に直接行使することにし、これにより3州は間接統治から直接統治へと移行されることとなった。
また、ヘースティングズは1772年の取締役会の業務報告において、「われわれが目指すべきインド統治の方針は、できる限り古代インド以来のインドの習慣と制度に従いつつ、われわれの法律をインド人の生活、社会、国家の諸問題に適用すること」と述べているが、実際には/前述のように、東インド会社の職員で当時のインドの生活、社会に精通しているものはほとんどいなかったため、イギリス独自のインドの慣習に従った諸制度の改革を実施することとなった。第一が法体系の整備であり、第二が徴税制度の整備、第三が軍備の増強であった。
法体系を整備するに当たり、ヘースティングズは1776年に、ヒンドゥー法典編纂委員会を創設し、サンスクリットで述べられていた様々な判例を一つずつ調査する膨大な翻訳作業が始まった。このことを契機に、ヒンドゥーとムスリムの区別がインド国内で明確に区別されるようになった。また、イギリスにおいて東洋学研究が始まる端緒となった。
徴税制度の改革は、ヘースティングズの時代にはディーワーニーを直接行使するに至ったものの、大半の徴税業務は現地のインド人によって行われていた。抜本的な改革が行われたのは、第3代総督チャールズ・コーンウォリスのときである。1793年、コーンウォリスは徴税業務を担っていたインド人を解雇し、全員をイギリス人に入れ替えた。その上で、彼らに高い給料と年金の保証、上級職の独占を認めることと引き換えに、私貿易の禁止を行った。とはいえ、コーンウォリスの改革は会計処理が複雑だという理由を作り、インド人を上級職から排除したことにより、今後のイギリスによるインド統治において、人種差別の芽を作った面も否定できなかった。
コーンウォリスの改革は、そのあとに総督に就任したリチャード・ウェルズリーによって完成した。ウェルズリーによるフォート・ウィリアムズ・カレッジの創立（カルカッタ）、イギリス本国でのヘイリーベリー・カレッジが創設されたことで、インドの諸言語を学習する機会が実際の業務に着任する前に与えられた。これにより、イギリスの徴税業務がある程度、軌道に乗ることとなった。
軍備の増強は、ベンガル、後にインド全域を防衛するための観点からも欠かすことのできないものであった。宗教とカーストに配慮した糧食の支給、海外派兵はないことを約束した上で、現地のインド人を「シパーヒー」（セポイ）として雇い、常備軍としての訓練を実施した。1789年段階で、10万人強だった陸軍は、ナポレオン戦争時代には、155,000人の歩兵と騎兵を擁する軍隊へ成長していった。しかし、東インド会社は常に兵士の反乱や抗議に対して、警戒しなければならなかった。

### 植民地の拡大とインド征服の完了

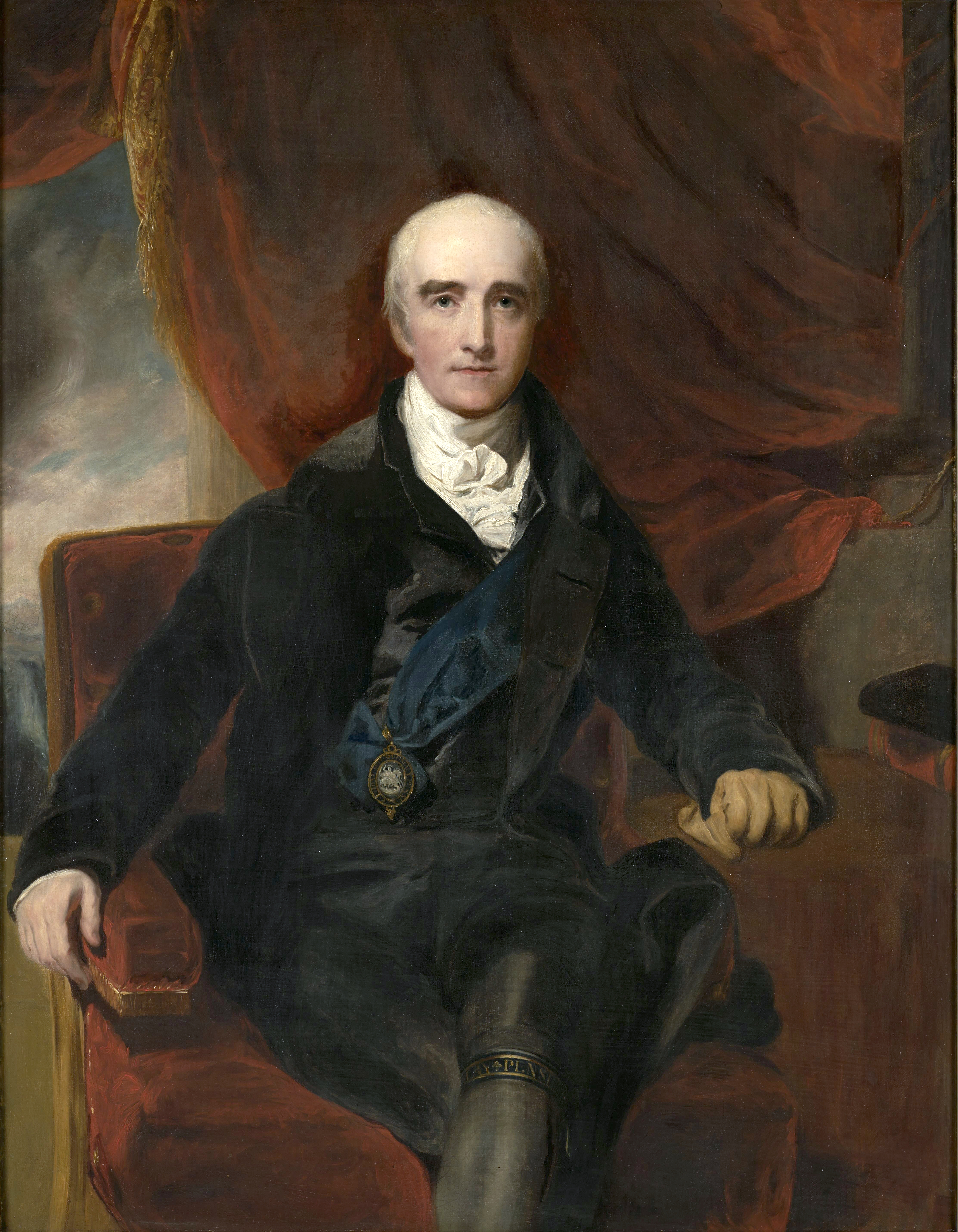
リチャード・ウェルズリー

このような改革に支えられ、東インド会社は商事会社と徴税業務や治安維持業務を兼ね備えた行政機関としての性格を有しつつ、脱皮に成功した。1798年、インド総督に就任したリチャード・ウェルズリーは、強化された東インド会社の拡張を推進し、急速に領土を拡大した。イギリスは領土を拡大するうえで、反抗的なものは武力で押さえていったが、従順なものはイギリスに有利な軍事保護条約を締結して藩王国（保護国）化した。
その例としてはデカンのニザーム王国があげられる。同国は1795年にマラーターに大敗北を喫し、その劣勢が明らかになったため、1798年にイギリスと軍事保護条約を締結した。その条約では領内からフランス人を追放すること、領内にイギリス軍を駐屯させること、外交に対しても制約を受けることが定められた。
また、イギリスはニザームの時と同様にアワド、トラヴァンコール、コーチン、ラージャスターン（ラージプート）などの諸国とも同様の軍事保護条約を締結することで、領域の拡大に成功していった。
反抗的な南インドのマイソール王国に対しては、1799年に第四次マイソール戦争で屈服させ、その君主ティプー・スルターンを殺害した。その後、イギリスはヒンドゥーの王家（オデヤ朝）を復活させ、新たに擁立した君主と軍事保護条約を締結し、マイソール王国を藩王国化した。また、カルナータカ太守には第四次マイソール戦争で内通した疑いをかけ、1801年にカーナティック条約でその領土を奪い、ここにマドラス管区が完成した。
マラーター同盟に対しても同様に武力で以て対応した。1802年にイギリスはマラーター王国の宰相バージー・ラーオ2世とバセイン条約を結び、1803年にはマラーター諸侯との戦争に入った（第二次マラーター戦争）。イギリスは同年にデリーを占領し、ムガル帝国の皇帝シャー・アーラム2世を保護下に置き、マラーター同盟の北部への野望を粉砕した。だが、リチャード・ウェルズリーが本国に召還され、加えてナポレオン戦争による脅威もあり、1805年に講和して戦争を終結させた。
ナポレオン戦争終結後、1817年にイギリスはマラーター同盟と戦端を開き、1818年にマラーター王国の宰相バージー・ラーオ2世は降伏、同盟を解体した。同盟に帰属していた北インド、中央インド、マハーラーシュトラ地方は東インド会社の領域となった。イギリスは宰相から領地を没収して追放したものの、マラーター王国やマラーター諸侯らとの間では軍事保護条約を結び、これらを藩王国化した。
会社の進出は、パンジャーブ、シンド、バルーチスターンといった北西インドにも向けられた。
1809年、シク王国のランジート・シングとの間で、会社は領土の相互不可侵条約を締結した。その後、シク王国はカシミール地方まで領域を拡大していったが、ランジート・シングが死亡した1839年以降、王国で内紛が発生した。また、アフガニスタンに関心を示していた会社は、1838年にアフガン勢力に宣戦布告、翌年からこの地域に進出を開始した（第一次アフガン戦争）。しかし、アフガニスタンでの戦闘で会社は甚大な打撃を被り、敗北を喫した。
その後、イギリスはアフガニスタンからパンジャーブ地方へ関心を移し、シク王国内における政情不安を見て、1845年にはシク王国と戦端を開いた。2度にわたるシク戦争の結果、1849年にシク王国は滅亡し、イギリスはその領土を併合した。ここにイギリスのインド植民地化は完成した。
さらに、フランス革命による本国の混乱を契機に、イギリス東インド会社は東南アジアやビルマへのインド以外の地へ進出を開始した。決定的だったのが、1795年に、フランス革命軍がオランダを占領したことであった。イギリスによる前進基地の役割を担ったのが、マレー半島であった。1826年には、マラッカ、ペナン、シンガポールを中心に海峡植民地が形成された。

### 商事会社の機能の終焉
東インド会社は18世紀末に不振に陥った。ヨーロッパ向け商品を仕入れる資金が不足して会社の財政が悪化し、手形発行が制限された。送金手段を確保するために、他のヨーロッパ諸国やアメリカ合衆国の商人に信用を供与し、後日ヨーロッパで払い戻しする方式が導入された。これは、イギリスがアジア貿易独占に使うはずの資金が他国の貿易に利用されているとみなされて問題化した。イギリス綿工業の成長によってインド産綿製品の利益が減少し、それに替わる商品がなかったことも衰退につながった。
ヨーロッパ・アジア間の貿易は東インド会社が独占していたが、アジア域内の貿易は規制が緩く、カントリー・トレードと呼ばれていた。アジア域内で私貿易を行う貿易業者（カントリー・トレーダー）は、中国貿易の拡大の影響もあって1770年代以降に急成長し、エージェンシー・ハウスと呼ばれる会社に発展した。イギリス本国では、アジア貿易への進出を望むスコットランドなどの利害関係者が、自由貿易と東インド会社の独占廃止を求めてロビー活動を行った。こうして、カントリートレーダーや本土の業者によって自由貿易が要求されるようになった。
1770年代の経営危機を克服する時点で、東インド会社は、イギリス政府の支援を仰いだ。したがって、会社の命運はイギリス本国が掌握していた。この頃のイギリス本国では、産業革命が勃興し、東インド会社によるインド、中国貿易の独占状態を非難する声が高まった。その先鋒に立ったのが、『国富論』を著したアダム・スミスであった。スミスの自由貿易論は、知識人や政治家の間で多数派を形成した。
特許状の更新がなければ東インド会社の独占貿易は保護されないわけであり、更新は20年ごとに行われた。1793年にインド貿易の一部が自由化され、1813年にインドにおける独占貿易が終了した。1833年には中国との独占貿易も終了し、商事会社の機能は終焉した。

### インド大反乱

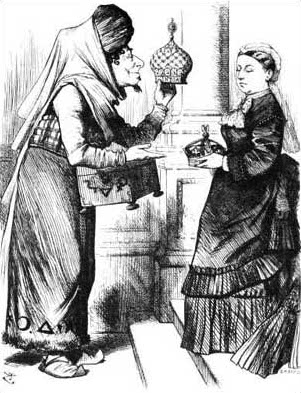
女帝位を欲しがるヴィクトリア女王を皮肉った風刺画。インド人の格好をしたベンジャミン・ディズレーリがヴィクトリアとインド帝冠とイギリス王冠の交換をしている。

1857年、イギリスの植民地支配に対し、シパーヒーが蜂起した。シパーヒーは皇帝バハードゥル・シャー2世を反乱軍最高指導者として擁立し、ムガル帝国の再興を宣言した。しかし、この反乱の勃発自体が突発的であると同時に、統率が全くなされていなかったことから、デリーをはじめとする反乱は東インド会社の軍隊によって、翌年までに鎮圧された。
しかし、この反乱により、イギリス政府は、東インド会社によるインド統治の限界を思い知らされることとなる。イギリス議会は、1858年8月2日、インド統治改善法を可決し、東インド会社が保有する全ての権限をイギリス国王に委譲させた。250年以上にわたり、活動を展開したイギリス東インド会社の歴史はこの時点で終わりを告げた。
だが、東インド会社はその後、1874年まで、小さいながらも会社組織は継続した。理由は、イギリス政府が株主に対して、1874年までの配当の支払いを約束していたからであり、残務整理が終了した1874年1月1日、正式に会社の歴史の幕を下ろした。残務整理が終わったインドでは1877年、ヴィクトリアを皇帝として推戴するイギリス領インド帝国が成立することとなった。

### 現在
現在でも東インド会社の名を冠した紅茶が販売されているが、これは1978年に紅茶販売のため、紋章院の許可を得て設立された会社である。
2010年、インド出身のイギリスの実業家サンジブ・メフタがイギリス大蔵省に対し「東インド会社（East India Company）」の名称と商標の使用許可を出願し、これが許可されたため、東インド会社は135年ぶりに企業名として復活した。新「東インド会社」はロンドンに店舗を構え、輸入食品や宝飾品の販売を行なっている。

## 会計・監査
設立当初は航海ごとに組合を組織していたが、1621年に内規に会計と監査の規定が作られた。1662年にはイギリス初の株式会社となり、世界初の株主総会をする会社となった。1664年に複式簿記が導入されて定期的な財務報告もあり、現在の株式会社に通じる制度が作られていった。会計には会計担当役・監査担当役・理事会監査役がおり、監査担当役は出資総会で選出され、理事会監査役は重役でもあった。監査担当役と理事会監査役の選出母体が違うため、出資者総会と理事会で2種類の監査が行われた。監査担当役は2名がロンドン本社に常駐し、会計担当役が帳簿を作成する時に確認し、監査済みの会計記録を理事会監査役に提出した。

## 1757年以降のインド社会と東インド会社
1757年以降、イギリス東インド会社はベンガル地方を、ひいてはインド亜大陸を統治することとなった。そのため、東インド会社が選択した制度とその制度を選択した理由を理解し、当時のインド社会・経済を理解するために、詳述する。

### 行政制度と藩王国
イギリスによる植民地が開始されたインド亜大陸は、3つの管区に分割されて統治されていた。ベンガル、ボンベイ、マドラスの3管区である。1773年に制定されたノースの規制法によって、ベンガル管区の知事は、全インドを統括する総督に昇格された。
ベンガル管区の統括地域は、アワド太守からの領土割譲、第二次マラーター戦争の過程で獲得した領土などで占められ、19世紀には広大な領域となった。そのため、1836年にはインド西方の領域は分離され、北西州となった。ボンベイ管区の領域は、1818年に終結した第3次マラータ戦争によって獲得された西部デカン、1847年に飛地として編入されたシンドであった。マドラス管区は、南東部のカーナティックが主な管轄地域であった。
3つの行政管区を除いた地域は、藩王を主権者とする藩王国とされた。全体として、インド亜大陸のほぼ3分の1を占め、数は500以上あった。面積、人口の規模は様々であり、外交権は保有しない点は共通とされたものの、内政の自主権に関しては、一様ではなかった。藩王を通しての間接統治はある程度、順調であったが、19世紀半ばに藩王の養子継承という問題が生じることとなった。会社は、藩王国を以下の3つに分類した。
1. かつてどこの国にも服属しなかった藩王国。
2. インドの王国ではなく、会社の活動領域の拡大によって初めて、服属した藩王国。
3. 会社の力によって成立しえた藩王国。

このうち、後二者においては、インド総督ダルハウジー侯爵ジェイムズ・ラムゼイは養子継承を認めず、藩王国の取り潰しを実施した。藩王国の取り潰しは後にインド大反乱の遠因となった。

### 租税制度
ヘースティングズの改革により、東インド会社は、インド亜大陸における行政機構の性格を帯びるようになった。しかし、東インド会社による租税制度は、一律ではなく、それぞれの社会に適応する形で、別の言葉で言えばパッチワークのような統治形態をとらざるを得なかった。その理由はインド亜大陸の多様性に起因する。租税面で採用した制度は大別して、ザミーンダーリー制とライーヤトワーリー制の2つである。
ザミーンダーリー制とは、広大な土地を1つの単位として、地税額を競売で入札させ、最高額を入札した人物に徴税を請け負わせる制度のことである。採用された地域は、ベンガル、オリッサ、ビハールの計15万平方マイルである。徴税請負人をザミーンダールと呼び、最初期には彼らの徴税請負期間は5年間であったが、税収は一定しなかった。そのため、コーンウォリスが総督に就任した際、競売による徴税請負制度を廃止し、ザミーンダールを該当する地域の私的土地所有者とする永代ザミーンダーリー制度に移行した。その結果、毎年2860万ルピーを財源とすることが可能となった。
ライーヤトワーリー制が導入されたのは、主として、マドラスを中心とする南インドであった。もともと、ライーヤトワーリー制の起源は、南インドのバーラーマハル地域であり、当時の南インドの徴税制度を踏襲した制度であり、国家が土地所有者であり、土地を保有し納税する責任をライーヤトと呼ばれる耕作者が負う制度であり、中間的階層の排除を目的としていた。とはいえ、ライーヤトと呼ばれた耕作者は、一部の限定された有力農民だけの場合が多かった。その後、ザミーンダーリー制が失敗した地域では、順次、ライーヤトワーリー制が導入されることとなり、マドラス、ボンベイの管区で導入された。この他の地税制度として、村ベースのマハルワーリー制がある。
地税制度の違いを比較すると、ザミンダーリー制度が行われた地域は現在でも不平等レベルが高く、他の制度の地域と比べて現在でも公共財の普及が遅れている。また、識字率や政治への参加率が低く、農業技術の導入が遅れたため農業の生産性が低いという結果が出ている。

### 工業国から従属経済への転落
18世紀前半までのインドは軽工業輸出国でもあったが、産業革命を契機に輸出入が逆転する。貿易赤字を埋めるために有力な輸出品として残ったアヘンを中国に輸出する構図ができあがり、のちのアヘン戦争をよぶ引き金になった。またインドの工業生産は輸入品におされて立ち行かなくなり、専らイギリス商人・企業家の懐を潤す場となった。
17世紀から18世紀前半のヨーロッパ各国は、綿製品を買うためにアメリカ・イラン産の銀を代価に払う以外なかった。しかし19世紀になるとイギリスで産業革命が勃興し、コットン衣料工場がイギリスなどにつくられた。ナポレオン戦争時の大陸封鎖令はヨーロッパに輸出する途も失わせた。インドは既製品を輸出する地位から原材料供給地・兼・既製品輸入地となる。1820年前後には英印間の綿布交易において、輸出入が逆転した。インド亜大陸内の交通インフラが整備され、内陸部にまでイギリス製品がゆきわたり、インドの第二次産業は壊滅的打撃を受けた。
当時のインドで輸出産品たりえたものは、綿布、生糸、アヘン、藍（インディゴ）、砂糖、綿花といった一次産品に限定された。なかでも主としてベンガルで産するアヘンは有力な輸出品で、イギリス人商人はこれを中国（清）でさばいた。インド的には対中国貿易の貿易赤字の解消に貢献しただけではなく、インド貿易の30%を占めるまで成長した。このアヘン輸出が後にアヘン戦争へと発展することになる。
藍は西インド諸島での生産が下火になったのにかわって、ベンガル各地で生産拡大が展開され、一時はインド最大の輸出産品に成長した。しかし1827年と1847年の価格下落を経験し、インド経済の牽引役とはならなかった。綿花もまた、グジャラート、アワドといった生産地域が会社の管轄に入ったことで輸出が拡大した産品であった。カルカッタ、ボンベイからイギリスや中国へ輸出された。ただ、藍にせよ綿花にせよ、プランテーション経営で生産されたわけではなかった。

### 予備兵力としての海軍機構
1613年、スーラトに小艦隊が編成された事を契機に、イギリス東インド会社は独自の海軍兵力を持つこととなった。その機能は、1687年にボンベイへと移されたが、その任務は、
1. 東インド海上貿易の保護
2. インド沿岸、ペルシャ湾、アラビア海、インド洋諸島における水域調査
3. インド、東南アジアにおける海賊船の討伐
4. 軍隊の輸送及び海戦への参加

の4点に集約される。その後、ボンベイは、周辺の地域がチーク材を産出することから、インドにおける造船業の拠点として発展を遂げた。このことにより、ボンベイは東インドにおける海上貿易・海上警備の拠点へと成長を遂げた。さらに、19世紀にはイギリス海軍の活動がインド洋のみならず、東・南シナ海へと広がる事により、従来の海上警備のみならず、インド沿岸藩王国間の紛争の除去、港湾・貯炭地の獲得、海図の作成の任務を帯びるようになった。
加えて1830年代のインド財政は逼迫したものであったため、本国イギリスに先駆けて、木造船を廃止し、全ての船を汽船に転換する事により、海軍組織の生き残りにかけ、それに成功した。汽船の活躍は、1839年のアデン占領、1840年からのアヘン戦争、1846年のニュージーランド遠征、1852年の第二次ビルマ戦争、1855年からのイギリス・ペルシャ戦争、1858年におけるインド大反乱と同時期に展開されたアロー戦争で確認する事ができる。

## インド貿易の成功がイギリス社会に与えた影響

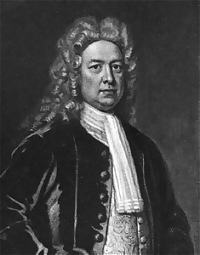
トマス・ピット

イギリス東インド会社の活動はインド社会だけではなく、イギリスの社会・経済にも大きな影響を与えた。金融面ではイギリスにおける株式の取引が行われるようになったことであり、経済面では「キャラコ熱」がイギリスにおける産業革命をもたらした。さらに、社会的にはネイボッブと呼ばれる新しい層が台頭したことにあった。
ネイボッブとはナワーブに由来する語で、18世紀から19世紀にかけてインドで大金持ちになって帰国したイギリス人、いわゆるインド成金のことである。そのさきがけは、17世紀後半から18世紀前半にかけてダイヤモンドの採掘で財をなしたトマス・ピット（en:Thomas Pitt）である。1710年以降、トマス・ピットは、インドでの収益をもとに、イギリスの各地で土地を買い、また、何度も国会議員になった。プラッシーの戦い以降、インドで財をなす人々が増えたが、彼らのイギリス国内の評判は芳しいものではなかった。ネイボッブは、腐敗選挙区で国会議員に選出され、議会では1つの圧力団体となった。

## 主要年表
- 1600年 - 東インド会社創設
- 1602年 - ジャワ島バンテンに商館設立
- 1613年
  - インド西海岸スーラトに商館設立
  - 日本の平戸に商館（イギリス商館）設立
- 1623年
  - アンボイナ事件
  - 日本から撤退
- 1640年 - マドラスにセント・ジョージ要塞完成
- 1650年 - 東インド会社の商船が初めて香港に停泊
- 1661年 - ポルトガル領ボンベイ、英領に贈与
- 1696年 - カルカッタにウィリアム要塞完成
- 1708年 - 連合東インド会社創設
- 1711年 - 広東に商館設立
- 1717年 - ムガル帝国の皇帝からベンガル地方における輸出関税の免除特権を獲得
- 1746年 - フランス軍マドラス占領
- 1757年 - プラッシーの戦い、ベンガルにおける会社の覇権確立
- 1761年 - 仏領ポンディシェリ占領
- 1764年 - ブクサールの戦いに勝利
- 1765年 - ロバート・クライヴ、初代ベンガル知事に就任。ムガル帝国の皇帝からベンガル、ビハール、オリッサのディーワーニー（州財務長官の職務・権限）を授かる。
- 1773年 - ウォーレン・ヘースティングズ、初代ベンガル総督に就任
- 1773年 - 茶法制定。イギリスは北米13植民地での紅茶の販売力強化による会社救済を目指したが、植民地住民の反発に遭いボストン茶会事件が起こる。その10年後の1783年には、アメリカ合衆国が独立することになる。
- 1799年 - 第四次マイソール戦争に勝利。マイソール王国を藩王国化。
- 1803年 - 第二次マラーター戦争。デリーを保護下に置く。
- 1808年 - 長崎フェートン号事件
- 1811年 - インド軍、オランダ領ジャワ侵攻
- 1813年 - インド貿易の独占権喪失
- 1817年 - 第三次マラーター戦争開始
- 1818年 - マラーター同盟を解体
- 1826年 - 海峡植民地創設
- 1833年 - 中国貿易の独占権喪失に伴い商業活動停止
- 1841年 - アヘン戦争（ - 1842年）
- 1849年 - 第二次シク戦争に勝利。インドの植民地化完了
- 1857年 - インド大反乱（セポイの乱）が勃発
- 1858年 - インド管轄権を失う
- 1874年 - 会社解散